# 指数衰减

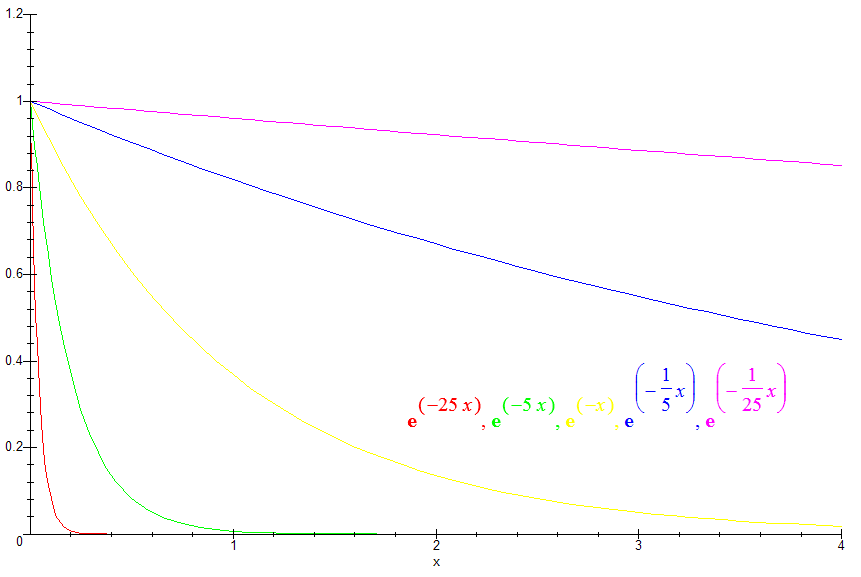
一个量以指数方式衰减，大的衰减常数使得该量消失的更快。这个图显示了对衰减常数为25，5，1，1/5和1/25时，横坐标x从0到4的衰减曲线。

某个量的下降速度和它当前的值成比例，称之为服从指数衰减。用符号可以表达为以下微分方程，其中N是指量，λ指衰减常数（或称衰变常数）。
{\displaystyle {\frac {dN(t)}{dt}}=-\lambda N(t).}
方程的一个解为：
{\displaystyle N(t)=N_{0}e^{-\lambda t}.\,}
这里N(t)是时间为t时候的量，N0 = N(0)是初始量，即在时间为零时候的量。

## 衰减速率的测定

### 平均寿命
如果这个衰减量是一个集合中的离散元素，可以计算元素留在集合中的平均时间长度。这被称为平均寿命（一般称寿命）。并且它可以被证明与衰减速率有关。
{\displaystyle \tau ={\frac {1}{\lambda }}.}
平均时间（或被称为指数时间常数）由此被看做一个简单的缩放时间：
{\displaystyle N(t)=N_{0}e^{-t/\tau }.\,}
因而，这是量减少到初始量的1/e所需要的时间。 
类似的，下面所述的以2为底的指数缩放时间为半衰期

### 半衰期
对多数人而言更加直观的一个典型指数衰减是当量减少为初始量的一半所需要的时间。这个时间被称为半衰期，表示为{\displaystyle t_{0.5}}。半衰期可以被写作衰减常数或者平均寿命的形式：
{\displaystyle t_{0.5}={\frac {\ln 2}{\lambda }}=\tau \ln 2.}
代入{\displaystyle \tau }
{\displaystyle N(t)=N_{0}2^{-t/t_{0.5}}.\,}
平均寿命{\displaystyle \tau }等于半衰期除以ln2，或：
{\displaystyle \tau ={\frac {t_{0.5}}{ln2}}\approx t_{0.5}\cdot 1.442695040888963\cdots }